# Centro de control de misión
Un centro de control de misión es una instalación que administra vuelos espaciales, generalmente desde el punto de lanzamiento hasta el aterrizaje o el final de la misión espacial, y es parte del segmento terrestre de operaciones. Un equipo de controladores de vuelo y otro personal de apoyo monitorean todos los aspectos de la misión usando telemetría y telecontrol mediante estaciones terrestres. El personal que apoya la misión desde un centro de control de misión puede incluir representantes de distintas disciplinas relacionadas con la astronáutica. El entrenamiento para estas misiones usualmente cae bajo la responsabilidad de los controladores de vuelo, que generalmente incluyen ensayos extensos en el centro de control de misión.